# Arxipèlag de Chiloé
L'Arxipèlag de Chiloé consta de diverses illes situades davant la costa de Xile. Està separada del Xile continental pel Canal de Chacao al nord, el Mar de Chiloé a l'est i el Golf de Corcovado al sud-est. Tot l'arxipèlag, excepte les illes Desertores que formen part de la província de Palena, són part de la província de Chiloé. L'illa principal és Illa Gran de Chiloé (Isla Grande de Chiloé). Chiloé és molt coneguda pel seu especial folklore, mitologia, gastronomia i l'arquitectura chilotana, les esglésies de fusta de l'Arxipèlag de Chiloé són Patrimoni de la Humanitat.
Les varietats de patata de tot el món provenen en gran part d'aquest arxipèlag.

## Geografia

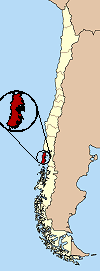
Localització dins Xile.

La província de Chiloé inclou tot l'arxipèlag de Chiloé excepte el Grup d'illes Desertores, que pertany a Palena, i l'illa Doña Sebastiana, que pertany a Llanquihue, a més de l'Illa Guafo. La superfície de la província de Chiloé és de 9.181 km². El centre administratiu de la província és Castro, la seu del bisbat catòlic és a Ancud. La província de Chiloé és part de la Regió de Los Lagos. El centre administratiu de la regió és Puerto Montt.
L'illa Gran de Chiloé fa 8.394 km² i és de bon tros la més grossa de l'arxipèlag. A l'est de l'illa de Chiloé es troba el Mar de Chiloé que és un mar marginal. Les principals illes de l'arxipèlag són Quinchao, Lemuy Tranqui i illes Chauques.

## Flora i Fauna
La vegetació original de l'arxipèlag és el Bosc plujós de Valdívia. Espècies notables d'aquest bosc inclouen l'arrayán (Luma apiculata), roble (Nothofagus dombeyi), quila (Chusquea quila), ruibarbre de Xile (Gunnera chilensis) i l'avellano (Gevuina avellana). L'alerce (Fitzroya cupressoides) i el tepú (Tepualia stipularis) creixen en sòls del tipus histosols a les serralades Piuchén i Pirulil.

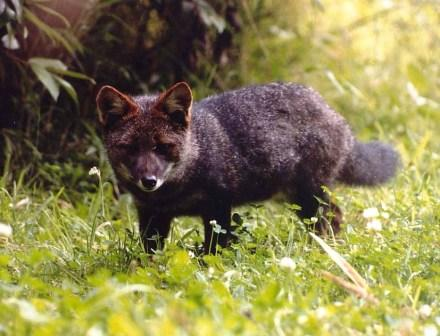
La guineu de Darwin és endèmica de Chiloé i la serralada Nahuelbuta.

En temps prehispànics ja hi havia agricultura a aquesta zona i va modificar el paisatge a l'est i nord de l'illa de Chiloé. Algunes plantes natives com Gevuina avellana i Fascicularia bicolor tenen llavors comestibles, i altres com el ruibarbre de Xile les pecíols comestibles. La més notable de les plantes comestibles són les patates.
La fauna nativa inclou molts ocells, alguns endèmics. Entre els grans mamífers es troba la guineu de Darwin i el pudú, un petit cérvol. Entre els mamífers marins hi ha el dofí de Commerson i el lleó marí sud-americà. Hi ha diverses espècies de cetacis, entre elles el rorqual blau.

## Història

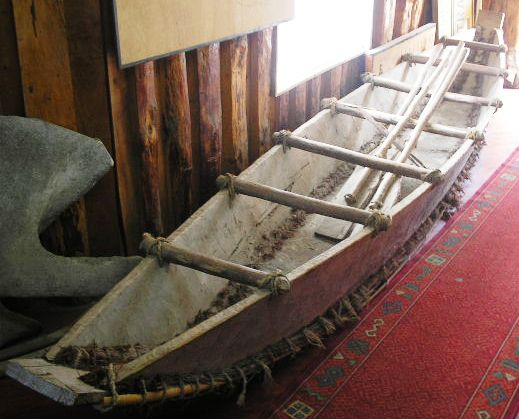
Reconstrucció d'una dalca, una barca tradicional.

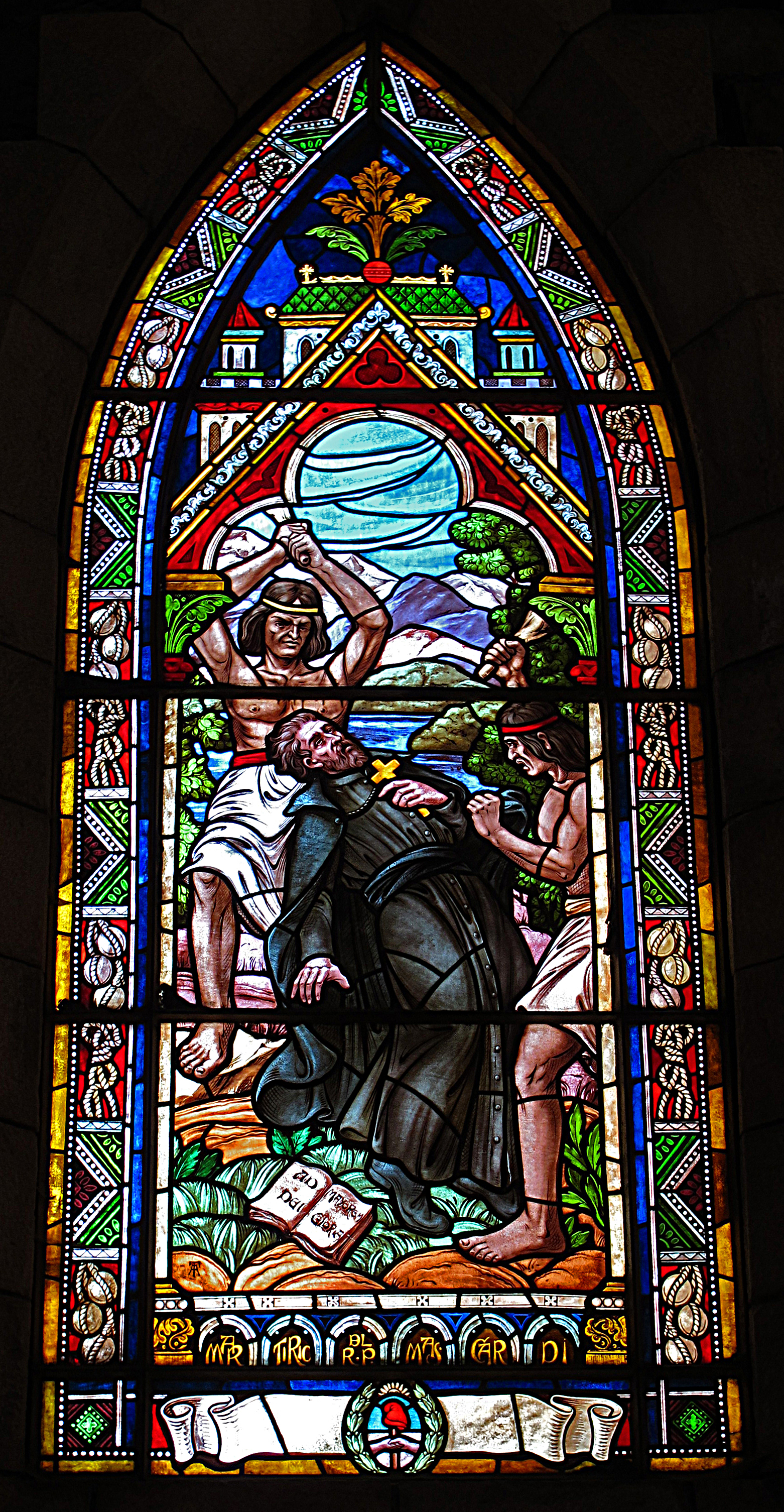
Nicolás Mascardi era un missioner jesuïta

L'arxipèlag de Chiloé probablement estava ja poblat des de 12.000 – 11.800 aC. els primers habitants coneguts en temps historics eren de l'ètnia Chono. Més tard arribaren els Huilliche (una branca dels Mapuches).

### Colònia espanyola (1567-1826)
El 1567 l'illa va ser reclamada per Espanya per Martín Ruiz de Gamboa, ell va fer un assentament a Castro el 1567. Després dels religiosos mercedaris i franciscans, el jesuïtes hi arribaren l'any 1608 i van fundar la primera església a Catro. El 1767 es va suprimir la Companyia de Jesús (jesuïtes) i des de 1771 els franciscans els van substituir.
Ancud va ser la nova capital de Chiloé el 1767.
El jesuïta Nicolás Mascardi travessà els Andes a través del Pas de Vuriloche i establí unamissió a les ribes del Llac Nahuel Huapi el 1670.

### República de Xile (des de 1826)
Charles Darwin visità Chiloé durant 1834–1835 i va deixar escrits sobre les seves impressions en els seus diaris.
Chiloé va ser un punt de partida per l'expansió territorial xilena cap al sud incloent la Patagònia.
El 1982, Castro va tornar a ser la capital provincial.
La província de Chiloé tenia 154.775 habitants l'any 2002, els seus habitants reben el nom de Chilotes.
El salmó, en aqüicultura, el turisme, l'agricultura i l'explotació forestal són les principals activitats econòmiques.